# Atómico (programa de televisión)
Atómico fue un programa infantil que se transmitió por el canal Venevisión. Estuvo dirigido a específicamente a la audiencia juvenil de entre 7 y 14 años de edad, pero con contenidos para la familia en general. Fue un programa de producción nacional independiente producido en conjunto por Maraba Producciones.

## Historia
Atómico es un programa infantil que comenzó a transmitirse en enero del año 2001, a cargo de Manuel Martínez, Milena Torres, Georgina Palacios, Patricia Schwarzgruber, Jimmy Quijano y Yorgelis Delgado.
Para esa época se transmitía de 4:00 a 6:00 p. m.. Era la sustitución perfecta al El club de los tigritos. Se transmitieron comiquitas, series y películas norteamericanas.
El 25 de abril de 2005, se colocó en pantalla la segunda temporada de Atómico. Atómico comenzó como un programa similar a El club de los tigritos y Rugemanía con juegos interactivos, concursos en el set, musicales, comiquitas, series e invitados especiales. Los presentadores para esta etapa contaban con la interacción de amigos (Títeres). Algunos de los programas transmitidos eran:
El programa sería sustituido el 6 de abril de 2008, el espacio se llamaría Día libre.
Para cumplir con lo estipulado en la Ley Resorte, Venevisión hizo algunos cambios en su programación y eliminó 3 horas de telenovelas para introducir el regreso de Atómico, se estrenó el 3 de marzo de 2014. Se estrenó el lunes 3 de marzo de 2014, de lunes a viernes de 3:00pm a 6:00pm con repeticiones los fines de semana de 7:00 a. m. a 10:00 a. m.
Desde la tercera temporada, el programa tiene nuevos animadores, un nuevo estudio y secciones como Merienda Atómica, La Máquina del Tiempo, Laboratorio Atómico, En Forma Atómica y Juegos Interactivos. Los nuevos animadores inicialmente eran Juan Carlos Denis, Mariana Álvarez, Joshua García, Natalia Moretti, también lo presentó Alfredo Lovera y Luis Manuel Quiaro hasta agosto de 2015. El 3 de julio de 2017 se integrarían Grace Trocell y Raoul Gutiérrez, en virtud de que Mariana Álvarez y Juan Carlos Denis, emprenderían una nueva etapa en sus carreras profesionales en el exterior. El 12 de abril Natalia Moretti anuncio vía Instagram su renuncia al programa debido a que iba a emprender nuevos proyectos.
Al igual que Raoul Gutiérrez quien el 17 de abril de 2018 renunció al programa debido a que formaría parte de una nueva serie de RCTV. Luego de esto Alejandro Soteldo y Sabrina Veris son los nuevos animadores de Atómico.
En junio de 2023 el programa fue eliminado de la programación de Venevisión.

## Series transmitidas

### (2001-2004)
- El pájaro loco
- Los Picapiedra
- Mandibulín
- Scooby Doo
- Pinky y Cerebro
- Animaniacs
- Power Rangers
- Sabrina: The Animated Series
- Don Gato y su pandilla
- Tiro Loco McGraw
- Tiny Toons
- Digimon
- X-Men
- Los 4 Fantásticos
- Looney Tunes
- Huckleberry Hound

### (2005-2008)
- Drake & Josh
- Bob Esponja
- Hannah Montana
- Shaggy y Scooby-Doo detectives
- Es tan Raven
- Lizzie McGuire
- Las chicas superpoderosas
- Mansión Foster para amigos imaginarios
- El campamento de Lazlo
- Mi compañero de clase es un mono
- Pokémon: Batalla Avanzada
- Kenan & Kel
- El show de Amanda
- Zoey 101
- Zoboomafoo
- Danny Phantom
- El Proyecto Zeta
- Las aventuras de Jackie Chan
- Beyblade
- Misión SOS
- Grotescología
- Phil del Futuro

### (2014- 2023)
- A todo corazón
- Con toda el alma
- Bob Esponja
- Somos tú y yo
- ¡Qué clase de amor!
- Somos tú y yo, un nuevo día
- NPS: No puede ser
- Corazones rebeldes
- Nicky, Ricky, Dicky & Dawn
- El Zorro (2014-2016)
- El Chavo del 8 (2016-2019)
- Sam & Cat
- iCarly
- Escuela de Rock
- Los Thundermans
- Lola
- Entre Tú y Yo
- Los Boys, en Reality: Day One
- Supergenios
- Amor urbano
- Animal fanpedia
- Compartiendo el destino
- Chica Vampiro
- Bondi Band